# Bismarck Barreto Faria
Bismarck Barreto Faria (Niterói, Brasil, 17 de setembre de 1969) és un exfutbolista brasiler. Va disputar 11 partits amb la selecció del Brasil.